# Afhoeken, scheurleer en oestersex
Afhoeken, scheurleer en oestersex is een komische dramaserie van de VPRO uit 1993 onder regie van Frank Alsema en gespeeld door toneelgroep Het Volk.

## Over
‘Afhoeken, scheurleer en oestersex’ gaat over drie mannen en hun poging om wat grip op hun situatie te krijgen. Met als ondertitel ‘Een trilogie over mannelijk onvermogen’ wordt in drie losse afleveringen het wel en wee van de mannen in beeld gebracht.
Gebaseerd op de theaterstukken ‘Blauwdruk’, ‘Het laatste kievitsei’ en ‘Kaaljakkers’ van toneelgroep Het Volk.

## Uitzendingen
Seizoen 1 (1993)
| Nr. | Titel      | Uitzenddatum  |
| --- | ---------- | ------------- |
| 1   | Afhoeken   | 5 april 1993  |
| 2   | Scheurleer | 19 april 1993 |
| 3   | Oestersex  | 26 april 1993 |